# 긴꼬리윗수염박쥐
긴꼬리윗수염박쥐(Myotis frater)는 애기박쥐과 윗수염박쥐속에 속하는 박쥐이다. 다 자란 긴꼬리윗수염박쥐의 몸통 길이는 5 cm, 꼬리 길이는 4.5 cm, 날개 길이는 4 cm 정도이다. 생김새는 물윗수염박쥐와 비슷하지만 몸색깔이 검은색을 많이 띠며, 꼬리 길이가 다른 윗수염박쥐에 비해 훨씬 길다.

## 분포
중국 북부, 러시아(시베리아 남부), 한국, 일본(혼슈, 홋카이도) 등 중앙아시아와 동아시아에 서식한다.